# Österreichischer Schilling
Der Schilling war von 1925 bis 1938 und von 1945 bis zur Einführung des Euros am 1. Jänner 1999 die Währung und anschließend noch bis zum 28. Februar 2002 gesetzliches Zahlungsmittel der Republik Österreich. Nach dem „Anschluss“ Österreichs an das Deutsche Reich im März 1938 (siehe auch: Österreich in der Zeit des Nationalsozialismus) stellte die Reichsmark bis 1945 die Währung dar.
Der Schilling wurde in 100 Groschen unterteilt.

## Einführung, Erste Republik und Ständestaat (bis 1938)
Der Schilling, mit dem Schilling-Rechnungsgesetz vom 20. Dezember 1924 beschlossen und am 1. März 1925 eingeführt, ersetzte die Krone, die durch Inflation infolge des Ersten Weltkriegs entwertete Währung der k.u.k. Monarchie. Ende 1922 wurde der Bundesregierung Seipel I in den Genfer Protokollen von Staaten des Völkerbundes eine Anleihe von 650 Millionen Goldkronen gewährt. Österreich musste sich im Gegenzug zur Stilllegung der Notenpresse verpflichten und der finanziellen Kontrolle des Völkerbundes unterstellen.
Am 14. November 1922 wurde die Oesterreichische Nationalbank gegründet (sie löste die in Liquidation befindliche Oesterreichisch-ungarische Bank unter österreichischer Geschäftsführung ab), deren wichtigste Aufgabe die Sicherung der Stabilität der Währung war. Per Gesetz wurde dann der Wert des Schillings auf 10.000 (Papier-)Kronen, entsprechend 0,21172086 Gramm Feingold (mit betraglich unbegrenzter Einlöseverpflichtung) festgelegt, nachdem bereits aufgrund eines Gesetzes vom 21. Dezember 1923 als „Schillinge“ bezeichnete 10.000-Kronen-Silbermünzen (und entsprechend Halb- und Doppelschillingen zu 5.000 bzw. 20.000 Kronen) geprägt worden waren.
Gemäß Gesetzeswortlaut bestand die Einlöseverpflichtung aber nur in die Richtung, dass Goldbarren in Noten getauscht werden konnten. Es wurde zwar auch festgelegt, dass „Bundesgoldmünzen“ zum genannten Münzfuß geprägt werden müssen, jedoch ist im Gesetz nicht festgehalten, dass man diese Goldmünzen auch jederzeit zum Nennwert erhält.
Der Nationalbank war es erlaubt, auch nach der Währungsumstellung bis Ende 1926 auf Kronen lautende Banknoten auszugeben (wobei in der Praxis die Wertangabe in beiden Währungen erfolgte.)
Ein Schilling war in 100 Groschen unterteilt, ursprünglich war der Name Stüber geplant.

### Münzen 1925–1938
Es gab in der Ersten Republik und im Ständestaat Münzen zu 1, 2, 5, 10, 50 Groschen und ½, 1, 2, 5 Schilling und Banknoten zu 5, 10, 20, 50, 100 und 1000 Schilling. 1926 erfolgte die Ausgabe von Goldmünzen im Wert von 25 und 100 Schilling. Da sich der Schilling zu einer stabilen Währung entwickelte, etablierte sich die volkstümliche Bezeichnung Alpendollar.
| Nennwert      | Wertseite                    | Bildseite                  | Durchmesser | Gewicht | Material              | Erstausgabe        | Ungültig ab       | Informationen                                                                        |
| ------------- | ---------------------------- | -------------------------- | ----------- | ------- | --------------------- | ------------------ | ----------------- | ------------------------------------------------------------------------------------ |
| 1 Groschen    | 1 Groschen Vorderseite       | 1 Groschen Rückseite       | 17 mm       | 1,6 g   | 95 % Cu 4 % Sn 1 % Zn | 1. März 1925       |                   | Entwurf: Heinrich Zita                                                               |
| 2 Groschen    | 2 Groschen Vorderseite       | 2 Groschen Rückseite       | 19 mm       | 3,3 g   | 95 % Cu 4 % Sn 1 % Zn | 1. März 1925       |                   | Entwurf: Philipp Häusler                                                             |
| 5 Groschen    | 5 Groschen Vorderseite       | 5 Groschen Rückseite       | 17 mm       | 3,0 g   | 75 % Cu 25 % Ni       | 21. Jänner 1931    |                   | Entwurf: Philipp Häusler                                                             |
| 10 Groschen   | 10 Groschen Vorderseite      | 10 Groschen Rückseite      | 22 mm       | 4,5 g   | 75 % Cu 25 % Ni       | 1925               |                   | Entwurf: Heinrich Zita                                                               |
| 1⁄2 Schilling | ½ Schilling Vorderseite      | ½ Schilling Rückseite      | 19 mm       | 3,0 g   | 64 % Ag 36 % Cu       | 19. September 1925 |                   | Entwurf: Philipp Häusler                                                             |
| 50 Groschen   | 50 Groschen 1934 Vorderseite | 50 Groschen 1934 Rückseite | 24 mm       | 5,5 g   | 75 % Cu 25 % Ni       | 1. August 1934     |                   | Entwurf: Gudrun Baudisch (WS), Michael Powolny (Adler)                               |
| 50 Groschen   | 50 Groschen 1935 Vorderseite | 50 Groschen 1935 Rückseite | 24 mm       | 5,5 g   | 75 % Cu 25 % Ni       | 21. Jänner 1935    |                   | Entwurf: Gudrun Baudisch (WS), Michael Powolny (Adler)                               |
| 1 Schilling   | 1 Schilling 1924 Vorderseite | 1 Schilling 1924 Rückseite | 26 mm       | 7,0 g   | 80 % Ag 20 % Cu       | 16. Juni 1924      | 31. Dezember 1926 | Entwurf: Heinrich Zita                                                               |
| 1 Schilling   | 1 Schilling 1925 Vorderseite | 1 Schilling 1925 Rückseite | 25 mm       | 6 g     | 64 % Ag 36 % Cu       | 1. Juli 1925       | 31. Mai 1935      |                                                                                      |
| 1 Schilling   | 1 Schilling 1934 Vorderseite | 1 Schilling 1934 Rückseite | 26 mm       | 7 g     | 75 % Cu 25 % Ni       | 1. August 1934     |                   | Entwurf: Gudrun Baudisch (WS), Michael Powolny (Adler)                               |
| 2 Schilling   | 2 Schilling 1928 Vorderseite | 2 Schilling 1928 Rückseite | 29 mm       | 12,0 g  | 64 % Ag 36 % Cu       | 1928               |                   | verschiedene Motive; Entwurf Wertseite: Edwin Grienauer; Liste siehe Doppelschilling |
| 2 Schilling   | 2 Schilling 1934 Vorderseite | 2 Schilling 1934 Rückseite | 29 mm       | 12,0 g  | 64 % Ag 36 % Cu       | 1934               |                   | verschiedene Motive; Entwurf Wertseite: Michael Powolny                              |
| 5 Schilling   | 5 Schilling Vorderseite      | 5 Schilling Rückseite      | 31 mm       | 15,0 g  | 83,5 % Ag 16,5 % Cu   | 1. August 1934     |                   | Entwurf: Michael Powolny (WS), Edwin Grienauer (Madonna)                             |
| 25 Schilling  | 25 Schilling Vorderseite     | 25 Schilling Rückseite     | 21 mm       | 5,9 g   | 90 % Au 10 % Cu       | 1926               |                   | Entwurf: Arnold Hartig                                                               |
| 25 Schilling  | 25 Schilling Vorderseite     | 25 Schilling Rückseite     | 21 mm       | 5,9 g   | 90 % Au 10 % Cu       | 1935               |                   | Entwurf: Michael Powolny                                                             |
| 100 Schilling | 100 Schilling Vorderseite    | 100 Schilling Rückseite    | 33 mm       | 23,5 g  | 90 % Au 10 % Cu       | 1926               |                   | Entwurf: Arnold Hartig                                                               |
| 100 Schilling | 100 Schilling Rückseite      | 100 Schilling Vorderseite  | 33 mm       | 23,5 g  | 90 % Au 10 % Cu       | 1935               |                   | Entwurf: Michael Powolny (WS), Edwin Grienauer (Madonna)                             |

### Banknoten 1925–1938
Zwischen 1925 und 1938 gab es Banknoten zu 5, 10, 20, 50, 100 und 1000 Schilling. Bei der ersten Schilling-Serie aus dem Jahr 1925 nannte man den Plural von Schilling noch Schillinge. Der letzte 100-Schilling-Schein der 1. Republik, der 1936 gedruckt wurde, ist allerdings wegen des Anschlusses Österreichs nicht mehr ausgegeben worden.
| Nennwert        | Vorderseite               | Rückseite                 | Motiv Vorderseite                                  | Motiv Rückseite                                                            | Format      | Druck          | Erstausgabe      | Außerkurs- setzung | Präklusiv- frist (ungültig ab) | Design                                                        |
| Serie 1925      | Serie 1925                | Serie 1925                | Serie 1925                                         | Serie 1925                                                                 | Serie 1925  | Serie 1925     | Serie 1925       | Serie 1925         | Serie 1925                     | Serie 1925                                                    |
| --------------- | ------------------------- | ------------------------- | -------------------------------------------------- | -------------------------------------------------------------------------- | ----------- | -------------- | ---------------- | ------------------ | ------------------------------ | ------------------------------------------------------------- |
| 5 Schillinge    |                           |                           |                                                    |                                                                            | 153 × 81 mm | 2. Jänner 1925 | 8. Juni 1925     | 31. Juli 1928      | 31. Juli 1931                  | Rudolf Junk, Karl Sterrer                                     |
| 10 Schillinge   |                           |                           |                                                    |                                                                            | 166 × 85 mm | 2. Jänner 1925 | 27. April 1925   | 31. Jänner 1928    | 31. Jänner 1931                | Rudolf Junk, Karl Sterrer                                     |
| 20 Schillinge   |                           |                           |                                                    |                                                                            | 179 × 90 mm | 2. Jänner 1925 | 1. Juli 1925     | 30. Juni 1929      | 30. Juni 1932                  | Rudolf Junk, Karl Sterrer                                     |
| 100 Schillinge  |                           |                           |                                                    |                                                                            | 193 × 93 mm | 2. Jänner 1925 | 26. März 1925    | 30. Juni 1929      | 30. Juni 1932                  | Rudolf Junk, Karl Sterrer                                     |
| 1000 Schillinge |                           |                           |                                                    |                                                                            | 205 × 98 mm | 2. Jänner 1925 | 11. Mai 1925     | 31. März 1932      | 31. März 1935                  | Rudolf Junk, Karl Sterrer                                     |
| Serie 1927      |                           |                           |                                                    |                                                                            |             |                |                  |                    |                                |                                                               |
| 5 Schilling     |                           |                           | junger Mann mit Zirkel                             | Erzberg                                                                    | 110 × 65 mm | 1. Juli 1927   | 24. Oktober 1927 | 31. Jänner 1936    | 31. Dezember 1938              | Rudolf Junk, Karl Sterrer                                     |
| 10 Schilling    |                           |                           | Merkur                                             | Nixe, Dürnstein                                                            | 70 × 124 mm | 3. Jänner 1927 | 7. März 1927     | 31. Jänner 1936    | 31. Dezember 1938              | Berthold Löffler                                              |
| 20 Schilling    | 20 Schilling Rückseite    | 20 Schilling Rückseite    |                                                    | Voralpenlandschaft mit säendem Landmann und den Bergen des Salzkammergutes | 139 × 76 mm | 2. Jänner 1928 | 23. April 1928   | 15. Mai 1938       | 31. Dezember 1938              | Wilhelm Dachauer                                              |
| 50 Schilling    | 50 Schilling Vorderseite  | 50 Schilling Vorderseite  |                                                    | Karlskirche                                                                | 157 × 79 mm | 2. Jänner 1929 | 17. Juni 1929    | 30. November 1936  | 31. Dezember 1938              | Alfred Cossmann                                               |
| 100 Schilling   | 100 Schilling Vorderseite | 100 Schilling Vorderseite |                                                    | Gebäude der Akademie der Wissenschaften                                    | 170 × 85 mm | 3. Jänner 1927 | 5. Dezember 1927 | 15. Mai 1938       | 31. Dezember 1938              | Wilhelm Dachauer                                              |
| 1000 Schilling  |                           |                           |                                                    | Salzburg mit Festung Hohensalzburg                                         | 193 × 90 mm | 2. Jänner 1930 | 15. Mai 1931     | 15. Mai 1938       | 31. Dezember 1938              | Fritz Zerritsch                                               |
| Serie 1933      |                           |                           |                                                    |                                                                            |             |                |                  |                    |                                |                                                               |
| 10 Schilling    |                           |                           | Ruine Aggstein, Wachauerin (Modell Johanna Nestor) | Großglockner                                                               | 70 × 125 mm | 2. Jänner 1933 | 9. April 1934    | 15. Mai 1938       | 31. Dezember 1938              | Arthur Brusenbauch                                            |
| 50 Schilling    |                           |                           |                                                    | Kirchenanlage Maria Wörth                                                  | 157 × 79 mm | 2. Jänner 1935 | 8. Juni 1936     | 15. Mai 1938       | 31. Dezember 1938              | Vs.: Rudolf Junk, Karl Sterrer, Rs.: Rudolf Junk, Josef Seger |
| 100 Schilling   |                           |                           | Frau mit Edelweiß                                  | Gosausee mit Dachstein                                                     | 175 × 87 mm | 2. Jänner 1936 | nicht ausgegeben | nicht ausgegeben   | nicht ausgegeben               | Rudolf Junk, Josef Seger                                      |

## Reichsmark

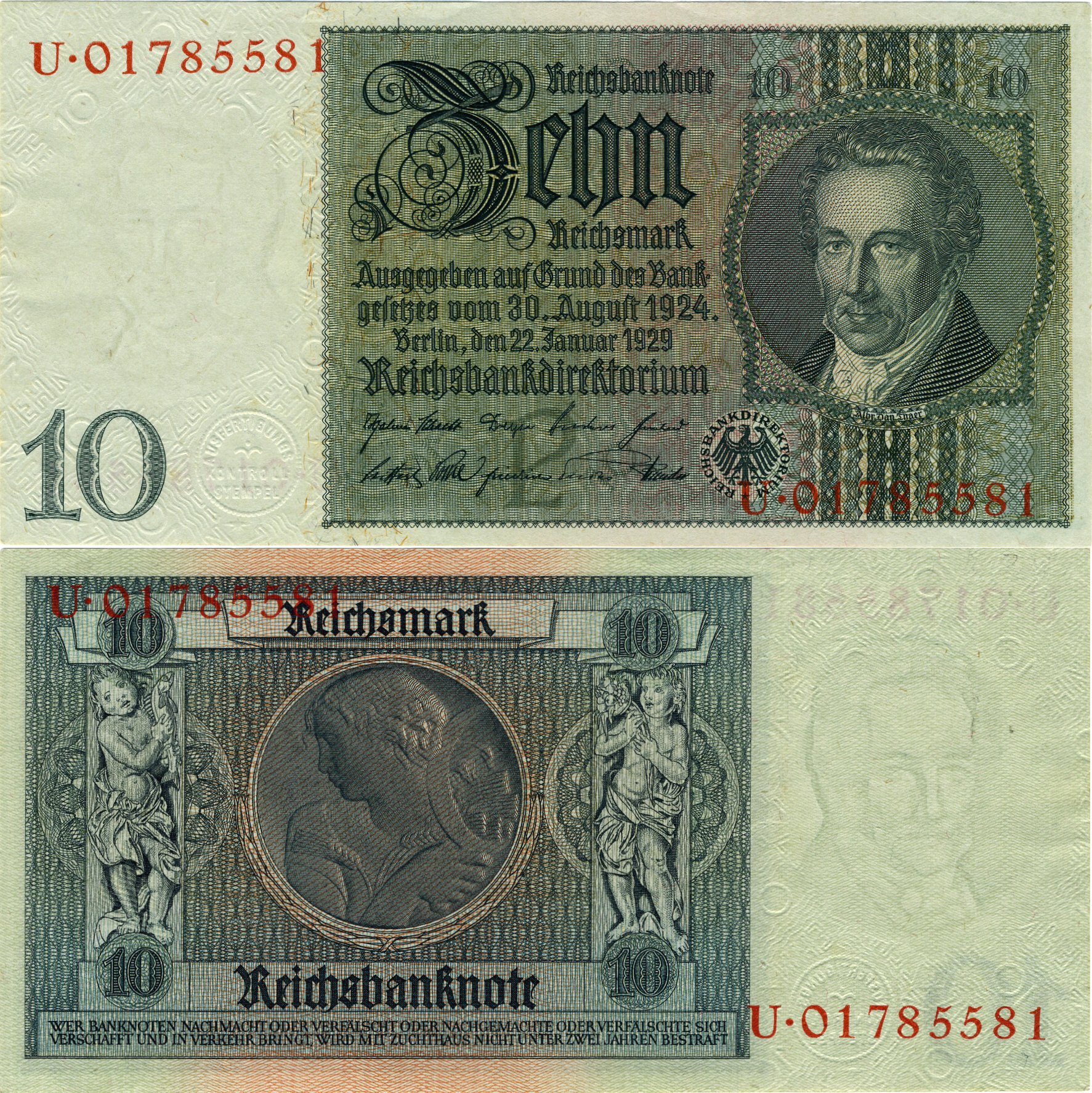
10 Reichsmark

Fünf Tage nach dem „Anschluss“ Österreichs an das Dritte Reich wurde der Schilling am 17. März 1938 mit einem Umtauschwert von 1 RM = 1,50 Schilling durch die Reichsmark abgelöst, die Noten verloren zum 25. April ihre Zahlungskraft. Die Oesterreichische Nationalbank verlor am 25. April das Notenprivileg und wurde in ihrer Funktion aufgelöst, alle Goldbestände wurden von der Reichsbank requiriert. Nach Ansicht der Oesterreichischen Nationalbank war dieser Umtauschkurs günstig festgelegt worden, um eine österreichische Zustimmung zum Anschluss zu fördern.
Die Münzen zu 1 Schilling, 50, 10 und 5 Groschen und die immer noch im Umlauf befindlichen Münzen zu 1000 Kronen galten ab 1. Oktober 1939 nicht mehr als gesetzliches Zahlungsmittel, wurden aber noch bis Ende des Jahres umgetauscht.
Der Entwurf eines 100-Schilling-Scheins von 1936 fand sich in der 20-Reichsmark-Note von 1939 (ausgegeben 1945) wieder.

## Zweite Republik
Nach der bedingungslosen Kapitulation der deutschen Wehrmacht Anfang Mai 1945 und der anschließenden Besetzung Österreichs strebte die Alliierte Kommission umgehend einen Ersatz der Reichsmark durch die frühere Schilling-Währung an. Anders als in Italien oder Deutschland musste die Landeswährung nicht durch die „Allied Military Currency“ (Alliierter Militärschilling, Druck 1944 in den USA) unterstützt, sondern vollständig zum Wechselkurs 1:1 verdrängt werden. Lediglich in der sowjetischen Besatzungszone wurde „Reichsmark“-Besatzungsgeld emittiert.
Bereits am 28. Juni 1945 konnten neue, von den Alliierten gedruckte Schilling-Briefmarken ausgegeben werden. Das „Schillinggesetz“ vom 30. November 1945 regelte dann den Rücktausch restlicher Reichsmarkbestände zum Jahresende (max. 150 RM pro Kopf), von der Oesterreichischen Nationalbank konnten alte Schilling-Druckplatten der letzten Vorkriegsserie für die Banknotenproduktion reaktiviert werden.
1947 wurde der Schilling auf ein Drittel abgewertet. Dazu wurde von den Sparguthaben auch ein Teil vom Staat abgeschöpft (dieser wurde für den Wiederaufbau Österreichs verwendet).

### Banknoten der alliierten Militärbehörde 1945
Die alliierte Militärbehörde gab im Jahr 1945 Banknoten zu 50 Groschen, 1, 2, 5, 10, 20, 25, 50, 100 und 1000 Schilling in den westlichen Besatzungszonen (Frankreich, Großbritannien, USA) aus. Der 25-Schilling-Schein kursierte aber nur in der britischen Zone.
| Nennwert       | Wertseite                  | Bildseite                | Format      | Druck | Erstausgabe | Außerkurs- setzung | Präklusiv- frist (ungültig ab) | Design |
| -------------- | -------------------------- | ------------------------ | ----------- | ----- | ----------- | ------------------ | ------------------------------ | ------ |
| 50 Groschen    | 50 Groschen Vorderseite    | 50 Groschen Rückseite    | 115 × 59 mm | 1944  | Mai 1945    | 24. Dezember 1947  | ??                             | ??     |
| 1 Schilling    | 1 Schilling Vorderseite    | 1 Schilling Rückseite    | 115 × 59 mm | 1944  | Mai 1945    | 24. Dezember 1947  | ??                             | ??     |
| 2 Schilling    | 2 Schilling Vorderseite    | 2 Schilling Rückseite    | 115 × 59 mm | 1944  | Mai 1945    | 24. Dezember 1947  | ??                             | ??     |
| 5 Schilling    | 5 Schilling Vorderseite    | 5 Schilling Rückseite    | 114 × 73 mm | 1944  | Mai 1945    | 24. Dezember 1947  | ??                             | ??     |
| 10 Schilling   | 10 Schilling Vorderseite   | 10 Schilling Rückseite   | 114 × 73 mm | 1944  | Mai 1945    | 20. Dezember 1945  | ??                             | ??     |
| 20 Schilling   | 20 Schilling Vorderseite   | 20 Schilling Rückseite   | 138 × 77 mm | 1944  | Mai 1945    | 20. Dezember 1945  | ??                             | ??     |
| 25 Schilling   | 25 Schilling Vorderseite   | 25 Schilling Rückseite   | 138 × 77 mm | 1944  | Mai 1945    | 20. Dezember 1945  | ??                             | ??     |
| 50 Schilling   | 50 Schilling Vorderseite   | 50 Schilling Rückseite   | 138 × 77 mm | 1944  | Mai 1945    | 20. Dezember 1945  | ??                             | ??     |
| 100 Schilling  | 100 Schilling Vorderseite  | 100 Schilling Rückseite  | 151 × 85 mm | 1944  | Mai 1945    | 20. Dezember 1945  | ??                             | ??     |
| 1000 Schilling | 1000 Schilling Vorderseite | 1000 Schilling Rückseite | 151 × 85 mm | 1944  | Mai 1945    | 20. Dezember 1945  | ??                             | ??     |

In der sowjetischen Zone wurden drei andere Banknoten vorbereitet. Allerdings wurde nur eine Banknote auch tatsächlich ausgegeben.
| Nennwert         | Vorderseite                  | Rückseite                  | Format         | Druck  | Erstausgabe                                                                                               | Außerkurs- setzung                                                                                        | Präklusiv- frist (ungültig ab)                                                                            | Design |
| ---------------- | ---------------------------- | -------------------------- | -------------- | ------ | --- | --- | --- | ------ |
| 50 Reichspfennig | 50 Reichspfennig Vorderseite | 50 Reichspfennig Rückseite | 100 × 55 mm    | (1945) | nicht ausgegeben (die Abbildung ist ein Probedruck; die Rückseite sieht aus wie beim 1-Reichsmark-Schein) | nicht ausgegeben (die Abbildung ist ein Probedruck; die Rückseite sieht aus wie beim 1-Reichsmark-Schein) | nicht ausgegeben (die Abbildung ist ein Probedruck; die Rückseite sieht aus wie beim 1-Reichsmark-Schein) | ??     |
| 1 Reichsmark     | 1 Reichsmark Vorderseite     | 1 Reichsmark Rückseite     | 100 × 55 mm    | (1945) | Dezember 1945                                                                                             | 20. Dezember 1945                                                                                         | 31. Dezember 1945                                                                                         | ??     |
| 2 Reichsmark     | 2 Reichsmark Vorderseite     | 2 Reichsmark Rückseite     | 97,5 × 53,5 mm | (1945) | nicht ausgegeben                                                                                          | nicht ausgegeben                                                                                          | nicht ausgegeben                                                                                          | ??     |

### Münzen 1945–2002
Münzen gab es zu 1, 2, 5, 10, 20 (zeitweise) und 50 Groschen sowie zu 1, bis 1957 auch zu 2 Schilling, mit zunehmender Geldentwertung später auch zu 5, 10, 20, 25, 50, 100, 200, 500 und 1000 Schilling. Die höheren Werte (25–1000 S) waren vorrangig Sammlerstücke durchwegs in Silber oder Gold-Legierung und hatten außer dem 25-S-Stück wertgleiche Pendants aus Papier. Die Zwanzigschillingmünze wurde 1980 zusätzlich zur 20-S-Banknote speziell für Verkaufsautomaten eingeführt, von der Bevölkerung aber kaum angenommen. Daher wurden Automaten kaum dafür eingerichtet und nach der Euroumstellung war der Ruf nach einer Zwei-Euro-Banknote (dem Wert nach gut 27 S) sehr laut.

#### Schillingmünzen
Die Einschillingmünze wurde nach dem Krieg aus Aluminium hergestellt, es gab bis 1957 auch eine etwas größere Zweischillingmünze aus Aluminium. Ab 1959 wurde ein kleinerer Schilling aus Aluminiumbronze hergestellt, sein Abbild wurde der Körper des Sparefrohs, einer Werbefigur der Sparkassen. Die Zehnschillingmünze löste in den 1960er-Jahren die gleichwertige Banknote ab. Sie wurde ursprünglich aus Silber hergestellt, 1974 wurde sie – wegen des (über Nominale) gestiegenen Silberpreises – auf eine billigere Kupfernickel-Legierung umgestellt, ähnlich der Fünfschillingmünze zuvor. Als der Anstieg des Silberpreises absehbar war, wurden Silberfünfer und Silberzehner aus dem Rest der noch im Umlauf Befindlichen von Privaten gesammelt.

#### Groschenmünzen
Bei den Groschen waren bis zur Euroeinführung die Ein-, Zwei-, Fünf-, Zehn- und Fünfzig-Groschen-Stücke gültig, sie befanden sich aber infolge der Teuerung immer weniger im Umlauf. Nach der Wiedereinführung des Schillings wurden die 1-Reichspfennig-Stücke mit neuen 1-Groschen-Stücken 1:1 gleichgesetzt, so konnten Produktions- und Umstellungskosten gesenkt werden. Die 1-Groschen-Münze selbst wurde nur kurz um 1947 geprägt, viele Reichspfennige wurden dabei auch mit dem neuen Bild überprägt. Da die seit 1948 ausgegebenen 1-Groschen-Münzen im Lauf der Zeit zwar vom Markt verschwanden und ihre Produktion eingestellt wurde – sie wurden bereits in den 1960er-Jahren zu einer Seltenheit –, sie aber nie formal außer Kurs gesetzt wurden, blieben auch die Reichspfennige bis zur Euro-Umstellung theoretisch gesetzliches Zahlungsmittel. Die Zweigroschenmünze wurde im Handel zwar nur bis etwa 1970 verwendet, doch noch bis in die 1990er-Jahre geprägt, hauptsächlich für Sammlersets. 2002 hatte der Aluminium-Schrottwert etwa das Nominal von 2 Groschen erreicht.

#### Silber- und Goldmünzen
Silbermünzen wurden im Wert von 25, 50, 100, 200 und 500 Schilling, Goldmünzen zu 200, 500, 1000 und 2000 Schilling geprägt. Sie galten als normale Zahlungsmittel, waren aber im normalen Zahlungsverkehr nur selten anzutreffen. Viele Stücke wurden nur in besonderen Erhaltungsgraden wie Polierte Platte hergestellt und nur über dem Nennwert verkauft. Sie sind nach wie vor begehrte Sammelobjekte. Eine Ausnahme sind die Wiener Philharmoniker, welche bis 2001 im Schillingnominal geprägt wurden.

### Wert

Wechselkurs zur D-Mark von 1957 bis 1999 (in Schilling pro DM)

Nach dem Zusammenbruch des Bretton-Woods-Systems 1971 wurde der Schilling an einen Korb aus mehreren Währungen gebunden. Im Juli 1976 erfolgte schließlich die alleinige Koppelung an die äußerst stabile Deutsche Mark. Diese Koppelung wurde zwar niemals offiziell verkündet, die Oesterreichische Nationalbank führte aber sämtliche Kursbewegungen parallel zur D-Mark durch, da Deutschland – damals wie heute – der wichtigste Handelspartner Österreichs war.

### Abkürzungen
Die allgemein und in österreichischen Gesetzen verwendeten Abkürzungen waren S und g. Dem Ausland gegenüber wurde die Abkürzung öS verwendet. Die Abkürzung der Währung nach ISO 4217, die sich nach der Computerisierung der Banken verbreitete, lautete ATS. Handschriftlich wurde das Schilling-S häufig mit deutlichen Serifen geschrieben.

### Münzen
| Nennwert                     | Vorderseite | Rückseite | Durchmesser                     | Gewicht                     | Material                                                         | Erstausgabe       | ungültig ab                                                                         | Informationen |
| ---------------------------- | ----------- | --------- | ------------------------------- | --------------------------- | ---------------------------------------------------------------- | ----------------- | ----------------------------------------------------------------------------------- | --- |
| 1 Groschen                   |             |           | 17 mm                           | 1,8 g                       | Zn                                                               | 5. April 1948     |                                                                                     | Entwurf: Adolf Hofmann (WS), Michael Powolny (RS) |
| 2 Groschen                   |             |           | 18 mm                           | 0,9 g                       | 98,5 % Al, 1,5 % Mg                                              | 15. Juli 1950     |                                                                                     | Entwurf: Benno Rost (WS), Michael Powolny (RS) |
| 5 Groschen                   |             |           | 19 mm                           | 2,5 g                       | Zn                                                               | 17. Juni 1948     |                                                                                     | Entwurf: Adolf Hofmann (WS), Michael Powolny (BS) |
| 10 Groschen                  |             |           | 21 mm                           | 3,5 g                       | Zn                                                               | 1. Juli 1947      | 31. Mai 1959                                                                        | Entwurf: Adolf Hofmann (WS), Michael Powolny (BS) |
| 10 Groschen                  |             |           | 20 mm                           | 1,1 g                       | 98,5 % Al, 1,5 % Mg                                              | 27. November 1951 |                                                                                     | Entwurf: Hans Köttenstorfer |
| 20 Groschen                  |             |           | 22 mm                           | 4,5 g                       | 91,5 % Cu, 8,5 % Al                                              | 23. Dezember 1950 | 30. April 1959                                                                      | Entwurf: Benno Rost (WS), Michael Powolny (RS) |
| 50 Groschen                  |             |           | 22 mm                           | 1,4 g                       | 98,5 % Al, 1,5 % Mg                                              | 11. Dezember 1947 | 2. Juni 1961                                                                        | Entwurf: Michael Powolny |
| 50 Groschen                  |             |           | 19,5 mm                         | 3,0 g                       | 91,5 % Cu, 8,5 % Al                                              | 1. Oktober 1959   |                                                                                     | Entwurf: Josef Kölblinger (WS), Ferdinand Welz (RS) |
| 1 Schilling                  |             |           | 25 mm                           | 2,0 g                       | 98,5 % Al, 1,5 % Mg                                              | 11. Dezember 1947 | 2. Mai 1961                                                                         | Entwurf: Michael Powolny |
| 1 Schilling                  |             |           | 22,5 mm                         | 4,2 g                       | 91,5 % Cu, 8,5 % Al                                              | 1. September 1959 |                                                                                     | Entwurf: Edwin Grienauer (WS), Ferdinand Welz (RS) |
| 2 Schilling                  |             |           | 28 mm                           | 2,8 g                       | 98,5 % Al, 1,5 % Mg                                              | 11. Dezember 1947 | 29. Juni 1957                                                                       | Entwurf: Michael Powolny |
| 5 Schilling                  |             |           | 31 mm                           | 4,0 g                       | 98,5 % Al, 1,5 % Mg                                              | 25. Oktober 1952  | 15. Februar 1961                                                                    | Entwurf: Michael Powolny |
| 5 Schilling                  |             |           | 23,5 mm                         | 5,2 g                       | 64 % Ag, 36 % Cu                                                 | 2. Jänner 1961    | 30. September 1969                                                                  | Riffelung; Entwurf: Hans Köttenstorfer (WS), Josef Kölblinger (RS) |
| 5 Schilling                  | 23,5 mm     | 4,8 g     | 75 % Cu, 25 % Ni                | 15. Jänner 1969             |                                                                  | glatter Rand      |                                                                                     | |
| 10 Schilling                 |             |           | 27 mm                           | 7,5 g                       | 64 % Ag, 36 % Cu                                                 | 1. Juli 1957      | 31. März 1975                                                                       | Entwurf: Ferdinand Welz |
| 10 Schilling                 |             | 26 mm     | 6,2 g                           | 75 % Cu, 25 % Ni            | 17. April 1974                                                   |                   | Vorderseite unverändert – Rückseite: stilisiertes Bundeswappen; Entwurf Kurt Bodlak | |
| 20 Schilling                 |             |           | 27,7 mm                         | 8,0 g                       | 92 % Cu, 6 % Al, 2 % Ni                                          | 10. Dezember 1980 |                                                                                     | 20 Schilling-Kursmünzen-Reihe als geplanter Ersatz für die 20 Schilling-Note insgesamt 18 verschiedene Motive, siehe Liste der österreichischen 20-Schilling-Kursmünzen                        |
| 25 Schilling-Silbermünze     |             |           | 30 mm                           | 13 g                        | 80 % Ag, 20 % Cu                                                 | 1. Oktober 1955   |                                                                                     | drei unterschiedliche Wertseiten, insgesamt 19 verschiedene Motive siehe Liste der österreichischen 25-Schilling-Gedenkausgaben                                                                |
| 50 Schilling-Silbermünze     |             |           | 34 mm                           | 20 g                        | 1959–1973: 90 % Ag, 10 % Cu 1974–1978: 64 % Ag, 36 % Cu          | 20. Februar 1959  |                                                                                     | drei unterschiedliche Wertseiten, insgesamt 20 verschiedene Motive siehe Liste der österreichischen 50-Schilling-Gedenkausgaben                                                                |
| 50 Schilling-Bimetallmünze   |             |           | 26,5 mm                         | 8,15 g                      | Bimetall: Ring: 92 % Cu, 6 % Al, 2 % Ni; Innenteil: Magnimat 7   | 1996              |                                                                                     | einheitliche Wertseite, neun verschiedene Bildseiten siehe Liste der österreichischen 50-Schilling-Gedenkausgaben                                                                              |
| 100 Schilling-Silbermünze    |             |           | 1974–79: 36 mm ab 1991: 34 mm   | 1974–79: 24 g ab 1991: 20 g | 1974–1979: 64 % Ag, 36 % Cu ab 1991: 90 % Ag, 10 % Cu            | 23. Dezember 1974 |                                                                                     | diverse Varianten der Wertseite; 24 Ausgaben von 1974–1979; 18 Ausgaben im Rahmen unterschiedlicher Serien ab 1991 siehe Liste der österreichischen 100-Schilling-Gedenkausgaben               |
| 100 Schilling-Bimetallmünze  |             |           | 34 mm                           | 13,75 g                     | Bimetall: Ring: 90 % Ag, 10 % Cu; Innenteil: 100 % Titan         | 19. Jänner 2000   |                                                                                     | 2 Ausgaben von 2000–2001 siehe Liste der österreichischen Bimetall-Schilling-Gedenkausgaben |
| 200 Schilling-Silbermünze    |             |           | 40 mm                           | 33,63 g                     | 92,5 % Ag, 7,5 % Cu                                              | 12. Jänner 1995   |                                                                                     | einheitliche Wertseite, zwei verschiedene Bildseiten siehe Liste der österreichischen 200-Schilling-Gedenkausgaben                                                                             |
| 200 Schilling-Goldmünze      |             |           | 16 mm                           | 3,121 g                     | 99,99 % Au, 0,1 % Cu                                             | 1991              |                                                                                     | von 1991 bis 2001 Philharmoniker siehe Gold-Philharmoniker |
| 500 Schilling-Silbermünze    |             |           | 1980–1982: 38 mm ab 1983: 37 mm | 24 g                        | 1980–1982: 64 % Ag, 36 % Cu ab 1983: 92,5 % Ag, 7,5 % Cu         | 10. April 1980    |                                                                                     | von 1980 bis 1988 34 Ausgaben mit einheitlicher Wertseite; ab 1989 26 weitere Ausgaben mit frei gestalteten Wert- und Bildseiten siehe Liste der österreichischen 500-Schilling-Gedenkausgaben |
| 500 Schilling-Bimetallmünze  |             |           | 30 mm                           | 13,4 g                      | Bimetall: Ring: 98,6 % Au, 1,4 % Cu; Innenteil: 90 % Ag, 10 % Cu | 24. März 1995     |                                                                                     | siehe Liste der österreichischen Bimetall-Schilling-Gedenkausgaben |
| 500 Schilling-Goldmünze      |             |           | 22 mm                           | 8,1136 g                    | 98,6 % Au, 1,4 % Cu                                              | 24. Jänner 1991   |                                                                                     | von 1991 bis 2001 10 Ausgaben mit frei gestalteten Wert- und Bildseiten siehe Liste der österreichischen 500-Schilling-Goldmünzen                                                              |
| 500 Schilling-Goldmünze      |             |           | 22 mm                           | 7,7759 g                    | 99,99 % Au, 0,01 % Cu                                            | 1989              |                                                                                     | von 1989 bis 2001 Philharmoniker siehe Gold-Philharmoniker |
| 1000 Schilling-Bimetallmünze |             |           | 40 mm                           | 40 g                        | Bimetall: Ring: 90 % Ag, 10 % Cu; Innenteil: 98,6 % Au, 1,4 % Cu | 31. Mai 1994      |                                                                                     | siehe Liste der österreichischen Bimetall-Schilling-Gedenkausgaben |
| 1000 Schilling-Goldmünze     |             |           | 27 mm                           | 13,5 g                      | 90,0 % Au, 10,0 % Cu                                             | 22. Oktober 1976  |                                                                                     | siehe Bundesgoldmünze |
| 1000 Schilling-Goldmünze     |             |           | 28 mm                           | 16,97 g                     | 91,67 % Au, 8,33 % Cu                                            | 12. Jänner 1995   |                                                                                     | IOC-Münze siehe Liste der österreichischen 1000-Schilling-Goldmünzen |
| 1000 Schilling-Goldmünze     |             |           | 30 mm                           | 16,225 g                    | 98,6 % Au, 1,4 % Cu                                              | 15. Mai 1991      |                                                                                     | von 1991 bis 2001 10 Ausgaben mit frei gestalteten Wert- und Bildseiten siehe Liste der österreichischen 1000-Schilling-Goldmünzen                                                             |
| 1000 Schilling-Goldmünze     |             |           | 28 mm                           | 15,55 g                     | 99,99 % Au, 0,01 % Cu                                            | 1994              |                                                                                     | von 1994 bis 2001 Philharmoniker siehe Gold-Philharmoniker |
| 2000 Schilling-Goldmünze     |             |           | 37 mm                           | 31,1035 g                   | 99,99 % Au, 0,1 % Cu                                             | 1989              |                                                                                     | von 1989 bis 2001 Philharmoniker siehe Gold-Philharmoniker |

### Banknoten 1945–2002
| Nennwert                                                                         | Vorderseite                                                                      | Rückseite                                                                        | Motiv Vorderseite                                                                | Motiv Rückseite | Format                                                                           | Druck                                                                            | Erstausgabe                                                                      | Außerkurs- setzung                                                               | Präklusiv- frist (ungültig ab)                                                   | Design                                                                              |
| Interimsnoten 1945 (bis zum Inkrafttreten des Währungsschutzgesetzes ausgegeben) | Interimsnoten 1945 (bis zum Inkrafttreten des Währungsschutzgesetzes ausgegeben) | Interimsnoten 1945 (bis zum Inkrafttreten des Währungsschutzgesetzes ausgegeben) | Interimsnoten 1945 (bis zum Inkrafttreten des Währungsschutzgesetzes ausgegeben) | Interimsnoten 1945 (bis zum Inkrafttreten des Währungsschutzgesetzes ausgegeben)                                                                                                  | Interimsnoten 1945 (bis zum Inkrafttreten des Währungsschutzgesetzes ausgegeben) | Interimsnoten 1945 (bis zum Inkrafttreten des Währungsschutzgesetzes ausgegeben) | Interimsnoten 1945 (bis zum Inkrafttreten des Währungsschutzgesetzes ausgegeben) | Interimsnoten 1945 (bis zum Inkrafttreten des Währungsschutzgesetzes ausgegeben) | Interimsnoten 1945 (bis zum Inkrafttreten des Währungsschutzgesetzes ausgegeben) | Interimsnoten 1945 (bis zum Inkrafttreten des Währungsschutzgesetzes ausgegeben)    |
| -------------------------------------------------------------------------------- | -------------------------------------------------------------------------------- | -------------------------------------------------------------------------------- | -------------------------------------------------------------------------------- | --- | -------------------------------------------------------------------------------- | -------------------------------------------------------------------------------- | -------------------------------------------------------------------------------- | -------------------------------------------------------------------------------- | -------------------------------------------------------------------------------- | ----------------------------------------------------------------------------------- |
| 10 Schilling                                                                     |                                                                                  |                                                                                  | Ruine Aggstein, Wachauerin (Modell Johanna Nestor)                               | Großglockner | 68 × 122 mm                                                                      | 29. Mai 1945                                                                     | 13. Dezember 1945                                                                | 24. Dezember 1947                                                                | 24. Dezember 1947                                                                | Arthur Brusenbauch                                                                  |
| 20 Schilling                                                                     | 20 Schilling                                                                     | 20 Schilling                                                                     |                                                                                  | Voralpenlandschaft mit säendem Landmann und den Bergen des Salzkammergutes | 137 × 73 mm                                                                      | 29. Mai 1945                                                                     | 13. Dezember 1945                                                                | 24. Dezember 1947                                                                | 24. Dezember 1947                                                                | Wilhelm Dachauer                                                                    |
| 100 Schilling                                                                    | 100 Schilling                                                                    | 100 Schilling                                                                    |                                                                                  | Gebäude der Akademie der Wissenschaften | 164 × 85 mm                                                                      | 29. Mai 1945                                                                     | 13. Dezember 1945                                                                | 24. Dezember 1947                                                                | 24. Dezember 1947                                                                | Wilhelm Dachauer                                                                    |
| 1000 Schilling                                                                   |                                                                                  |                                                                                  |                                                                                  | Salzburg | 185 × 92 mm                                                                      | 29. Mai 1945                                                                     | 13. Dezember 1945                                                                | 24. Dezember 1947                                                                | 24. Dezember 1947                                                                | Fritz Zerritsch                                                                     |
| Interimsnoten 1947 (ab Inkrafttreten des Währungsschutzgesetzes ausgegeben)      |                                                                                  |                                                                                  |                                                                                  | |                                                                                  |                                                                                  |                                                                                  |                                                                                  |                                                                                  |                                                                                     |
| 5 Schilling                                                                      |                                                                                  |                                                                                  | junger Mann mit Zirkel                                                           | Erzberg | 110 × 67 mm                                                                      | 4. September 1945                                                                | 11. Dezember 1947                                                                | 27. Februar 1954                                                                 | 27. Februar 1974                                                                 | Rudolf Junk, Karl Sterrer                                                           |
| 10 Schilling                                                                     |                                                                                  |                                                                                  | Ruine Aggstein, Wachauerin (Modell Johanna Nestor), Zweite Ausgabe               | Großglockner | 68 × 132 mm                                                                      | 29. Mai 1945                                                                     | 11. Dezember 1947                                                                | 15. September 1949                                                               | 15. September 1969                                                               | Arthur Brusenbauch                                                                  |
| 50 Schilling                                                                     |                                                                                  |                                                                                  |                                                                                  | Kirchenanlage Maria Wörth | 154 × 78 mm                                                                      | 29. Mai 1945                                                                     | 11. Dezember 1947                                                                | 14. Februar 1953                                                                 | 14. Februar 1973                                                                 | Vs.: Rudolf Junk, Karl Sterrer, Rs.: Rudolf Junk, Josef Seger                       |
| 100 Schilling                                                                    | 100 Schilling                                                                    | 100 Schilling                                                                    | Zweite Ausgabe                                                                   | Gebäude der Akademie der Wissenschaften | 177 × 85 mm                                                                      | 29. Mai 1945                                                                     | 11. Dezember 1947                                                                | 30. April 1948                                                                   | 30. April 1968                                                                   | Wilhelm Dachauer                                                                    |
| 1000 Schilling                                                                   |                                                                                  |                                                                                  | Zweite Ausgabe                                                                   | Salzburg | 185 × 92 mm                                                                      | 1. September 1947                                                                | 11. Dezember 1947                                                                | 29. Juni 1957                                                                    | 30. Juni 1977                                                                    | Fritz Zerritsch                                                                     |
| Serie 1948                                                                       |                                                                                  |                                                                                  |                                                                                  | |                                                                                  |                                                                                  |                                                                                  |                                                                                  |                                                                                  |                                                                                     |
| 10 Schilling                                                                     |                                                                                  |                                                                                  |                                                                                  | Münzerturm in Hall in Tirol | 125 × 70 mm                                                                      | 2. Februar 1946                                                                  | 25. August 1949                                                                  | 30. April 1952                                                                   | 30. April 1972                                                                   | Josef Seger                                                                         |
| 20 Schilling                                                                     |                                                                                  |                                                                                  |                                                                                  | Wien | 140 × 75 mm                                                                      | 2. Februar 1946                                                                  | 12. April 1948                                                                   | 30. Juni 1951                                                                    | 30. Juni 1971                                                                    | Josef Seger                                                                         |
| 100 Schilling                                                                    |                                                                                  |                                                                                  | Frau im Trachtenkleid                                                            | Gosausee vor Dachstein (Oberösterreich) | 165 × 83 mm                                                                      | 2. Jänner 1947                                                                   | 28. Jänner 1948                                                                  | 27. Februar 1954                                                                 | 27. Februar 1974                                                                 | Josef Seger                                                                         |
| 100 Schilling                                                                    |                                                                                  |                                                                                  |                                                                                  | Wien und Donauweibchen | 176 × 85 mm                                                                      | 3. Jänner 1949                                                                   | 3. November 1949                                                                 | 15. April 1959                                                                   | 15. April 1979                                                                   | Erhard Amadeus-Dier                                                                 |
| 100 Schilling                                                                    |                                                                                  |                                                                                  | 2. Auflage                                                                       | Wien und Donauweibchen | 176 × 85 mm                                                                      | 3. Jänner 1949                                                                   | 7. Juli 1952                                                                     | 15. April 1959                                                                   | 15. April 1979                                                                   | Erhard Amadeus-Dier                                                                 |
| Serie 1950                                                                       |                                                                                  |                                                                                  |                                                                                  | |                                                                                  |                                                                                  |                                                                                  |                                                                                  |                                                                                  |                                                                                     |
| 5 Schilling                                                                      |                                                                                  |                                                                                  | junger Mann mit Zirkel, Ausgabe 1951                                             | Erzberg | 110 × 67 mm                                                                      | 4. September 1945                                                                | 1951                                                                             | 27. Februar 1954                                                                 | 27. Februar 1974                                                                 | Rudolf Junk, Karl Sterrer                                                           |
| 10 Schilling                                                                     |                                                                                  |                                                                                  | Spanische Hofreitschule                                                          | Schloss Belvedere, ohne Auflagenbezeichnung | 132 × 65 mm                                                                      | 2. Jänner 1950                                                                   | 26. Mai 1951                                                                     | 15. April 1959                                                                   | 15. April 1979                                                                   | Vs.: Rupert Franke, Rs.: Erhard Amadeus-Dier                                        |
| 10 Schilling                                                                     |                                                                                  |                                                                                  | Spanische Hofreitschule                                                          | Schloss Belvedere, 2. Auflage | 132 × 65 mm                                                                      | 2. Jänner 1950                                                                   | 24. September 1954                                                               | 15. April 1959                                                                   | 15. April 1979                                                                   | Vs.: Rupert Franke, Rs.: Erhard Amadeus-Dier                                        |
| 20 Schilling                                                                     |                                                                                  |                                                                                  | Joseph Haydn                                                                     | Kalvarienberg Eisenstadt | 148 × 70 mm                                                                      | 2. Jänner 1950                                                                   | 25. September 1950                                                               | 29. Juni 1957                                                                    | 30. Juni 1977                                                                    | Erhard Amadeus-Dier                                                                 |
| 50 Schilling                                                                     |                                                                                  |                                                                                  | Jakob Prandtauer                                                                 | Stift Melk | 164 × 75 mm                                                                      | 2. Jänner 1951                                                                   | 25. Oktober 1952                                                                 | 30. April 1964                                                                   | 30. April 1984                                                                   | Vs.: Erhard Amadeus-Dier, Hedwig zum Tobel, Rs.: Erhard Amadeus-Dier, Rupert Franke |
| 100 Schilling                                                                    |                                                                                  |                                                                                  | Franz Grillparzer                                                                | Dürnstein | 176 × 85 mm                                                                      | 2. Jänner 1954                                                                   | 14. Oktober 1955                                                                 | 30. April 1964                                                                   | 30. April 1984                                                                   | Josef Franz Renner                                                                  |
| 500 Schilling                                                                    |                                                                                  |                                                                                  | Julius Wagner-Jauregg                                                            | Universität Wien | 186 × 88 mm                                                                      | 2. Jänner 1953                                                                   | 5. Dezember 1953                                                                 | 30. September 1967                                                               | 30. September 1987                                                               | Josef Franz Renner                                                                  |
| 1000 Schilling                                                                   |                                                                                  |                                                                                  | Anton Bruckner                                                                   | Bruckner-Orgel Stift Sankt Florian | 192 × 89 mm                                                                      | 2. Jänner 1954                                                                   | 23. Jänner 1956                                                                  | 30. April 1964                                                                   | 30. April 1984                                                                   | Roman Hellmann und Erhard Amadeus-Dier                                              |
| Serie 1956                                                                       |                                                                                  |                                                                                  |                                                                                  | |                                                                                  |                                                                                  |                                                                                  |                                                                                  |                                                                                  |                                                                                     |
| 20 Schilling                                                                     |                                                                                  |                                                                                  | Carl Auer von Welsbach                                                           | Maria Rain (Kärnten) | 132 × 65 mm                                                                      | 2. Juli 1956                                                                     | 3. Dezember 1956                                                                 | 28. Februar 1970                                                                 | 28. Februar 1990                                                                 | Roman Hellmann                                                                      |
| 50 Schilling                                                                     |                                                                                  |                                                                                  | Richard Wettstein                                                                | Burg Mauterndorf | 140 × 70 mm                                                                      | 2. Juli 1962                                                                     | 11. März 1963                                                                    | 28. Februar 1973                                                                 | 28. Februar 1993                                                                 | Roman Hellmann                                                                      |
| 100 Schilling                                                                    |                                                                                  |                                                                                  | Johann Strauss                                                                   | Schloss Schönbrunn | 150 × 75 mm                                                                      | 1. Juli 1960                                                                     | 25. September 1961                                                               | 31. März 1972                                                                    | 31. März 1992                                                                    | Roman Hellmann                                                                      |
| 1000 Schilling                                                                   |                                                                                  |                                                                                  | Viktor Kaplan, weiße Variante                                                    | Kraftwerk Ybbs-Persenbeug | 150 × 75 mm                                                                      | 2. Jänner 1961                                                                   | 5. Februar 1962                                                                  | 30. April 1962                                                                   | 30. April 1982                                                                   | Roman Hellmann                                                                      |
| 1000 Schilling                                                                   |                                                                                  |                                                                                  | Viktor Kaplan, blaue Variante                                                    | Kraftwerk Ybbs-Persenbeug | 160 × 84 mm                                                                      | 2. Jänner 1961                                                                   | 26. November 1962                                                                | 31. März 1972                                                                    | 31. März 1992                                                                    | Roman Hellmann                                                                      |
| Serie 1966                                                                       |                                                                                  |                                                                                  |                                                                                  | |                                                                                  |                                                                                  |                                                                                  |                                                                                  |                                                                                  |                                                                                     |
| 20 Schilling                                                                     | 20 Schilling                                                                     | 20 Schilling                                                                     | Carl von Ghega                                                                   | Semmeringbahn | 132 × 65 mm                                                                      | 2. Juli 1967                                                                     | 4. November 1968                                                                 | 30. September 1989                                                               | 30. September 2009                                                               | Roman Hellmann                                                                      |
| 50 Schilling                                                                     | 50 Schilling                                                                     | 50 Schilling                                                                     | Ferdinand Raimund                                                                | Burgtheater | 140 × 70 mm                                                                      | 2. Jänner 1970                                                                   | 15. Februar 1972                                                                 | 31. August 1988                                                                  | 31. August 2008                                                                  | Roman Hellmann                                                                      |
| 50 Schilling                                                                     | 50 Schilling                                                                     | 50 Schilling                                                                     | Ferdinand Raimund, 2. Auflage                                                    | Burgtheater | 140 × 70 mm                                                                      | 2. Jänner 1970                                                                   | 19. September 1983                                                               | 31. August 1988                                                                  | 31. August 2008                                                                  | Roman Hellmann                                                                      |
| 100 Schilling                                                                    | 100 Schilling                                                                    | 100 Schilling                                                                    | Angelika Kauffmann                                                               | Bregenzerwälderhaus | 150 × 75 mm                                                                      | 2. Jänner 1969                                                                   | 19. Oktober 1970                                                                 | 28. November 1986                                                                | 28. November 2006                                                                | Roman Hellmann                                                                      |
| 100 Schilling                                                                    | 100 Schilling                                                                    | 100 Schilling                                                                    | Angelika Kauffmann, 2. Auflage                                                   | Bregenzerwälderhaus | 150 × 75 mm                                                                      | 2. Jänner 1969                                                                   | 1. Juni 1981                                                                     | 28. November 1986                                                                | 28. November 2006                                                                | Roman Hellmann                                                                      |
| 500 Schilling                                                                    | 500 Schilling                                                                    | 500 Schilling                                                                    | Josef Ressel                                                                     | Dampfschiff Civetta | 155 × 80 mm                                                                      | 1. Juli 1965                                                                     | 24. Oktober 1966                                                                 | 31. August 1987                                                                  | 31. August 2007                                                                  | Roman Hellmann                                                                      |
| 1000 Schilling                                                                   | 1000 Schilling                                                                   | 1000 Schilling                                                                   | Bertha von Suttner                                                               | Leopoldskron, Hohensalzburg | 159 × 84 mm                                                                      | 1. Juli 1966                                                                     | 21. September 1970                                                               | 30. August 1985                                                                  | 30. August 2005                                                                  | Roman Hellmann                                                                      |
| Serie 1983                                                                       |                                                                                  |                                                                                  |                                                                                  | |                                                                                  |                                                                                  |                                                                                  |                                                                                  |                                                                                  |                                                                                     |
| 20 Schilling                                                                     |                                                                                  |                                                                                  | Moritz Daffinger                                                                 | Albertina | 123 × 62 mm                                                                      | 1. Oktober 1986                                                                  | 19. Oktober 1988                                                                 | 28. Februar 2002                                                                 | unbegrenzt                                                                       | Robert Kalina                                                                       |
| 50 Schilling                                                                     |                                                                                  |                                                                                  | Sigmund Freud                                                                    | Josephinum | 130 × 65 mm                                                                      | 2. Jänner 1986                                                                   | 19. Oktober 1987                                                                 | 28. Februar 2002                                                                 | unbegrenzt                                                                       | Robert Kalina                                                                       |
| 100 Schilling                                                                    |                                                                                  |                                                                                  | Eugen Böhm von Bawerk                                                            | Neue Aula, seit 1857 Sitz der Akademie der Wissenschaften. | 137 × 68,5 mm oder 138 × 68 mm                                                   | 2. Jänner 1984                                                                   | 14. Oktober 1985                                                                 | 28. Februar 2002                                                                 | unbegrenzt                                                                       | Robert Kalina                                                                       |
| 500 Schilling                                                                    |                                                                                  |                                                                                  | Otto Wagner                                                                      | Wiener Postsparkasse | 144 × 72 mm                                                                      | 1. Juli 1985                                                                     | 20. Juni 1986 oder 20. Oktober 1986                                              | 20. April 1998                                                                   | 20. April 2018                                                                   | Robert Kalina                                                                       |
| 1000 Schilling                                                                   |                                                                                  |                                                                                  | Erwin Schrödinger                                                                | Universität Wien | 152 × 76 mm                                                                      | 3. Jänner 1983                                                                   | 14. November 1983                                                                | 20. April 1998                                                                   | 20. April 2018                                                                   | Robert Kalina                                                                       |
| 5000 Schilling                                                                   |                                                                                  |                                                                                  | Wolfgang Amadeus Mozart und stilisierte Ansicht von Salzburg.                    | Wiener Staatsoper | 160 × 80 mm                                                                      | 4. Jänner 1988                                                                   | 17. Oktober 1989                                                                 | 28. Februar 2002                                                                 | unbegrenzt                                                                       | Robert Kalina                                                                       |
| Serie 1997                                                                       |                                                                                  |                                                                                  |                                                                                  | |                                                                                  |                                                                                  |                                                                                  |                                                                                  |                                                                                  |                                                                                     |
| 500 Schilling                                                                    |                                                                                  |                                                                                  | Rosa Mayreder                                                                    | Rosa und Karl Mayreder, Gruppenbild der Teilnehmerinnen des Bundestags Österreichischer Frauenvereine in Wien 1911.                                                               | 148 × 72 mm                                                                      | 1. Jänner 1997                                                                   | 20. Oktober 1997                                                                 | 28. Februar 2002                                                                 | unbegrenzt                                                                       | Robert Kalina                                                                       |
| 1000 Schilling                                                                   |                                                                                  |                                                                                  | Karl Landsteiner                                                                 | Karl Landsteiner in seinem Labor im Pathologisch-Anatomischen Institut der Universität Wien. Modell eines Poliovirus und stilisierte Form des Vorgangs der Blutgruppenbestimmung. | 154 × 72 mm                                                                      | 1. Jänner 1997                                                                   | 20. Oktober 1997                                                                 | 28. Februar 2002                                                                 | unbegrenzt                                                                       | Robert Kalina                                                                       |

Wäre der Schilling als Währung beibehalten worden, wären neue Ausgaben der Banknoten zu 20, 50, 100 und 5000 Schilling produziert worden, passend zu den 1997 eingeführten neuen 500- und 1000-S-Scheinen. Auf ihnen wären Gustav Klimt, Ida Pfeiffer, Franz Schubert und Marie von Ebner-Eschenbach abgebildet worden.

## Ende der Schillingwährung 1999/2002
Per 1. Jänner 1995 trat Österreich der Europäischen Union bei und bewarb sich erfolgreich um die Teilnahme an der geplanten Gemeinschaftswährung.

### Eurokurs
Der Schilling wurde als Buchgeld am 1. Jänner 1999 durch den Euro abgelöst. Der mit den anderen Euroländern vereinbarte, bis zur Bargeldumstellung nicht veränderte Wechselkurs zum Euro betrug 1 Euro = 13,7603 Schilling.

### Schillingumtausch
Die Bargeldeinführung des Euros fand am 1. Jänner 2002 statt; der Kurs für historische Umrechnungen blieb unverändert. Der Schilling blieb bis 28. Februar 2002 mit dem Euro gleichberechtigtes gesetzliches Zahlungsmittel.
Von den Geldinstituten wurden Münzen und Banknoten der Schillingwährung noch ein Jahr lang in Euro umgetauscht. Kaufhausketten veranstalteten über dieses Jahr hinaus Eintauschaktionen, bei denen noch mit Schilling bezahlt werden konnte. Von 2002 bis 2019 veranstaltete die OeNB eine „Euro-Info-Tour“, bei der Schilling-Altbestände in vielen österreichischen Gemeinden bei einer mobilen Filiale in Euro getauscht werden konnten. Trotz solcher Aktionen gab es zum 31. Dezember 2014 immer noch Schillingbestände im Wert von 630,3 Millionen Euro, darunter 283 Millionen Euro in Schillingmünzen. Die Besitzer waren nicht bekannt.
Die zuletzt gültigen Noten und Münzen werden von der Oesterreichischen Nationalbank unbefristet – und kostenlos – eingewechselt. Für alle älteren Noten gab/gibt es eine zeitlich begrenzte Umtauschfrist. So konnten die 500-Schilling-Note aus dem Jahr 1986 (mit dem Abbild von Otto Wagner) sowie die 1000-Schilling-Note aus dem Jahr 1983 (mit dem Abbild von Erwin Schrödinger) bis zum 20. April 2018 umgetauscht werden. Von diesen bis 2018 befristeten Banknoten waren Ende 2014 noch umgerechnet 112,6 Millionen Euro ausständig. Alle älteren Banknoten können nicht mehr getauscht werden, so lief beispielsweise für die 1000-Schilling-Banknote aus dem Jahr 1966 mit dem Abbild von Bertha von Suttner die Eintauschfrist am 30. August 2005 ab. Laut Nationalbank waren zu diesem Zeitpunkt noch 463.000 Stück im Umlauf, dies entsprach einem Wert von 33,6 Millionen Euro. Mit Ablauf der Umtauschfrist wurde der entsprechende Wert der noch ausständigen Banknoten von der Nationalbank ins Bundesbudget eingezahlt, diese also als verloren abgeschrieben und ausgebucht.
Anfang 2025 war noch Schilling-Bargeld im Wert von etwa 6,8 Milliarden Schilling im Umlauf.

### Banknoten mit zeitlich begrenztem Umtausch (Präklusivfristen)
Die Banknoten der letzten Schilling-Serie, die zum Zeitpunkt der Euro-Einführung die aktuellen gesetzlichen Zahlungsmittel in Österreich waren.
- 20 Schilling (V. Form) – Moritz Daffinger
- 50 Schilling (IV. Form) – Sigmund Freud
- 100 Schilling (VI. Form) – Eugen Böhm von Bawerk
- 500 Schilling (IV. Form) – Rosa Mayreder
- 1.000 Schilling (V. Form) – Karl Landsteiner
- 5.000 Schilling (I. Form) – Wolfgang Amadeus Mozart

Abgelaufene Eintauschfristen der Serie 1966 und Serie 1983
- 1.000 S/III. Form Bertha von Suttner – 30. August 2005
- 500 S/II. Form Josef Ressel – 31. August 2007
- 100 S/V. Form Angelika Kauffmann – 28. November 2006
- 100 S/V. Form (2. Auflage) Angelika Kauffmann – 28. November 2006
- 50 S/III. Form Ferdinand Raimund – 31. August 2008
- 50 S/III. Form (2. Auflage) Ferdinand Raimund – 31. August 2008
- 20 S/IV. Form Carl Ritter von Ghega – 30. September 2009
- 1.000 S/IV. Form Erwin Schrödinger – 20. April 2018
- 500 S/III. Form Otto Wagner – 20. April 2018

### Geldwert 2009
Ein Schilling bzw. eine Reichsmark entsprach 2009 etwa folgendem aktuellen Geldwert:
- S-Preise 1930: 2,96 €
- RM-Preise 1938: 4,68 €
- RM-Preise 1944: 3,74 €
- S-Preise 1955: 0,46 €
- S-Preise 1970: 0,28 €
- S-Preise 1980: 0,15 €
- S-Preise 1990: 0,11 €
- S-Preise 1999: 0,09 € (1999 zu 0,07267 € umgerechnet; Inflationsrate seither: 22 %, entspricht etwa 2 % pro Jahr)

## Wissenswertes

20 Schilling 1950, Stich: E. Amadeus-Dier fec(it) – Detail am Schein vorne links unten: Abb. oben mit und Abb. unten ohne Schreibfehler ("ÖSTERREICHISCEE", rechts in den Teilbildern); am Schein rechts unten taucht dieser Fehler noch einmal auf

Vor der Dezimalisierung des Österreichischen Guldens war der Schilling eine Rechnungsmünze zu 1⁄8 Gulden oder 7 1⁄2 Kreuzer, Groschen (in Abgrenzung zum Guten, Marien- und Silbergroschen auch Kaisergroschen genannt) der Name der Dreikreuzer-Münze.
Die Umstellung von der Krone zum Schilling erfolgte gleitend bis zum 1. Juli 1926. Zur letztmöglichen Umstellung wurde folgende amtliche Mitteilung herausgegeben:

„Ab sofort muss in Schilling und Groschen abgerechnet werden. Zuwiderhandelnde Personen werden mit 60.000 Kronen bestraft.“

Bei der 50-Schilling-Münze aus dem Prägejahr 1999 Johann Strauß fehlt die Angabe des Prägejahrs.
Von der 20-Schilling-Banknote aus dem Ausgabejahr 1950 gibt es zwei Varianten: eine mit Schreibfehler „OESTERREICHISCEE“ und eine ohne Schreibfehler „OESTERREICHISCHE“ im Unterdruck links und rechts unten auf der Vorderseite. Die Variante ohne Schreibfehler ist die seltenere und somit in Sammlerkreisen auch die teurere.
Die weiße Variante des 1000-Schilling-Scheins aus dem Jahr 1961 ist die teuerste österreichische Banknote der zweiten Republik. Er war nur wenige Monate im Umlauf, weil er dasselbe Format hatte wie der 100-Schilling-Schein und deswegen oft mit diesem verwechselt wurde. Er wurde wieder eingezogen und durch einen etwas größeren blauen Schein mit gleichem Bild ersetzt.
Beim Zugunglück auf der Südbahn vom 1. Dezember 2015 kam der betroffene Güterzug genau an der Stelle zu stehen, die die Mitte der Abbildung der 20-Schilling-Banknote von 1968 darstellt. Nach links und damit nach Südwesten in Richtung Semmering und Graz fahrend mit der vorderen Hälfte der Zuglänge am Kalte-Rinne-Viadukt und – teilweise entgleist – im Tunnel der Polleroswand rechts der Bildmitte. Das Bild zeigt am Viadukt die Masten der Oberleitung der Elektrifizierung von 1959.
Der Schilling wird im Wienerlied „Du guater Schilling, pfiat di Gott“, geschrieben von Ludwig Prachtl und Franz Pelz, besungen.
Mundartlich wurde die Währung u. a. mit Kurzformen wie Schüü bezeichnet.